# Prawda naga
Prawda naga – drugi solowy album polskiego rapera Waldemara Kasty. Premiera albumu została zaplanowana na 17 stycznia 2011. Płyta została wydana nakładem wytwórni Kasta Records, a za jej produkcję odpowiedzialny jest Donatan. Płyta zadebiutowała na 33. miejscu listy OLiS w Polsce.

## Lista utworów
Źródło.
| CD1 1. "Intro" 2. "Król" (gościnnie DonGURALesko) 3. "Ból" (gościnnie Nullo) 4. "Powracam" 5. "Flow" 6. "Łatwopalni" 7. "Skit" 8. "Kastastyl" (gościnnie Szad) 9. "Akordeon" (gościnnie Jarecki, Grubson) 10. "By" 11. "Ready" (gościnnie Deadly Hunta) 12. "Mina" 13. "Outro" | CD2 1. "Intro" 2. "Ta gra" 3. "Dzieci" 4. "A gdyby tak" (gościnnie Mass Cypher) 5. "Kombatant" 6. "Fanfa" (gościnnie Deadly Hunta, Grubson) 7. "Skit" 8. "Fejm" (gościnnie Pork) 9. "Weź" 10. "Miotam" (gościnnie Deadly Hunta) 11. "Dziś" 12. "Wieść" 13. "Outro" |